# أنجيلو إيليا
أنجيلو إيليا هو لاعب كرة قدم سويسري، ولد في 26 أغسطس 1957 في Magliaso ‏ في سويسرا.